# Cantone di Châteauneuf-la-Forêt
Il Cantone di Châteauneuf-la-Forêt era una divisione amministrativa dell'arrondissement di Limoges.
A seguito della riforma approvata con decreto del 20 febbraio 2014, che ha avuto attuazione dopo le elezioni dipartimentali del 2015, è stato soppresso.

## Composizione
Comprende i comuni di:
- Châteauneuf-la-Forêt
- La Croisille-sur-Briance
- Linards
- Masléon
- Neuvic-Entier
- Roziers-Saint-Georges
- Saint-Gilles-les-Forêts
- Saint-Méard
- Surdoux
- Sussac